# Sturmiodexia rubescens
Sturmiodexia rubescens là một loài ruồi trong họ Tachinidae.